# Орделаффи, Синибальдо I
Синибальдо I Орделаффи (итал. Sinibaldo I Ordelaffi; ок. 1336 — 28 октября 1386) — итальянский кондотьер, сеньор Форли с 1376 года. Сын Франческо (Чекко) II Орделаффи.

## Биография
Участвовал в войнах гибелинов и гвельфов.
Воспользовался восстанием жителей Форли и 6 января 1376 года восстановил там власть Орделаффи, изгнав папские войска при поддержке Флоренции. Управлял городом вместе с племянником — Пино II.
В 1377 году поддержал Асторре Манфреди в войне против кардинала Роберта Женевского и завоевал Чезену.
В начале 1379 года помирился с папой Урбаном VI и был назначен папским викарием Форли, Форлимпополи, Сарсины, Ориоло и Кастрокаро сроком на 12 лет.
13 декабря 1385 года Синибальдо I был схвачен своими племянниками Франческо (Чекко) III и Пино II и заточён в замке Равальдино, где в следующем году умер (возможно — от отравления).

## Семья
Жена (1379) — Паола Бьянка Малатеста (1366 — 17 января 1398), дочь Пандольфо II Малатеста — правителя Пезаро. Детей не было. Овдовев, Паола Бьянка в 1388 году вышла замуж за родственника — Пандольфо III Малатеста.